# Muzeum Historyczne we Lwowie
Muzeum Historyczne we Lwowie (MHL) (dawniej Muzeum im. Lubomirskich we Lwowie) – muzeum historyczne  we Lwowie, samorządowa instytucja kultury m. Lwowa, założone w 1940 na bazie zagrabionych przez władze radzieckie zbiorów Muzeum Narodowego we Lwowie i Muzeum Historycznego Miasta Lwowa; dokumentuje historię Lwowa.
Muzeum Historyczne we Lwowie mieści się m.in. w Czarnej Kamienicy (1940), kamienicy Królewskiej (1940), Arsenale Miejskim (1981), kamienicy Bandinellich (2005).